# Музыка Средневековья
Музыка эпохи средневековья — период развития музыкальной культуры, охватывающий промежуток времени примерно с V по XV век.

## Европа
Постепенно, хотя и медленно, обогащая содержание музыки, её жанры, формы и средства выразительности... В Западной Европе с VI—VII веков складывается строго регламентированные условия одноголосной (монодической) церковной музыки на основе диатонических ладов (григорианское пение (хоралы), крупнейшими представителями которого являются Ноткер и Туотило), объединяющая речитацию (псалмодия) и пения (гимны). На рубеже 1-го и 2-го тысячелетий зарождается многоголосие. Формируются новые вокальные (хоровые) и вокально-инструментальные (хор и орган) жанры: органум, мотет, кондукт, затем месса. Во Франции в XII веке образуется первая композиторская (творческая) школа при Соборе Парижской богоматери (Леонин, Перотин). На рубеже Возрождения (стиль ars nova во Франции и Италии XIV века) в профессиональной музыке одноголосие вытесняется многоголосием, музыка начинает понемногу освобождаться от преследования определенных целей (обслуживание церковных обрядов), в ней усиливается значение светских разных жанров, в том числе песенных (Гильом де Машо). Средневековой музыке Европы посвятили свои труды многие музыковеды (в том числе Пьер Обри).

### Восточная Европа
В Восточной Европе и в Армении развиваются свои музыкальные культуры с самостоятельными системами ладов, жанров и форм. В Византии, Болгарии, Киевской Руси, позднее Новгороде расцветает культовое знаменное пение (знаменный распев), основанное на системе диатонических гласов, ограничивающееся только чисто вокальными жанрами (тропари, стихиры, гимны и др.) и использующее особую систему записи нот (крюки).

## Азия
В это же время на Востоке (Арабский халифат, страны Средней Азии, Иран, Индия, Китай, Япония) формируется феодальная музыкальная культура особого типа. Её признаки — широкое распространение светского профессионализма (как придворного, так и народного), приобретающего виртуозный характер, ограничение устной традицией и монодическими (мелодия без аккомпанемента) формами, достигающими, однако, высокой изощрённости в отношении мелодики и ритмики и создание весьма устойчивых национальных и межнациональных систем музыкального мышления, объединяющих в себе строго определённые виды ладов, жанров, интонационных и композиционных структур (мугама, макамы, раги и др.).

## Славяне
У славян средневековая музыка существовала как часть культуры скоморохов. Скоморохи — восточно-славянские средневековые актёры, певцы, танцоры, сказители, дрессировщики животных, музыканты, жонглёры.
Скоморохи возникли не позже середины XI века, о чём можно судить по фрескам Софийского собора в Киеве, 1037 год. Расцвет скоморошества пришёлся на XV—XVI века. В XVII—XVIII веках скоморошество как социальная группа постепенно исчезает, так как вызывает недовольство царской власти (указы «Стоглав» 1550 г., «Об исправлении нравов и уничтожении суеверий» 1648 г.), а также по причине изменения структуры общества (рост городов, закрепощение крестьянства) и музыкального инструментария. Скоморохи выступали на улицах и площадях, постоянно общались со зрителями, вовлекали их в своё представление.
Репертуар скоморохов состоял из шуточных песен, пьесок, социальных сатир («глум»), исполняемых в масках и «скоморошьем платье» под аккомпанемент гудка, гуслей, жалейки, домры, волынки, бубна. В процессе урбанизации, связанной во многом с петровскими преобразованиями, полностью исчезают инструменты крестьянской песни (домра, волынка, гудок), уступая место городским инструментам (балалайка, затем гармонь, семиструнная гитара), а в аристократических кругах — некоторым западноевропейским (клавесин, виола, флейта). Соответственно, музыкальное искусство скоморохов вытесняется городской песней и различными формами академической музыки.

## Музыкальные деятели эпохи средневековья
Монах Хукбальд (ок. 840—930) из бенедиктинского аббатства написал трактат “De harmonica institutione” («Об установлении гармонии», то есть музыки).
Отгер, граф Ланский, (X век) создал труд “Musica enchiriadis” («Учебник музыки»), где излагаются правила раннего многоголосия.
Гвидо, бенедиктинец из Ареццо, (ок. 992—1050) изобрёл нотоносец — систему линий, на которых записываются ноты.